# Andrea Centazzo

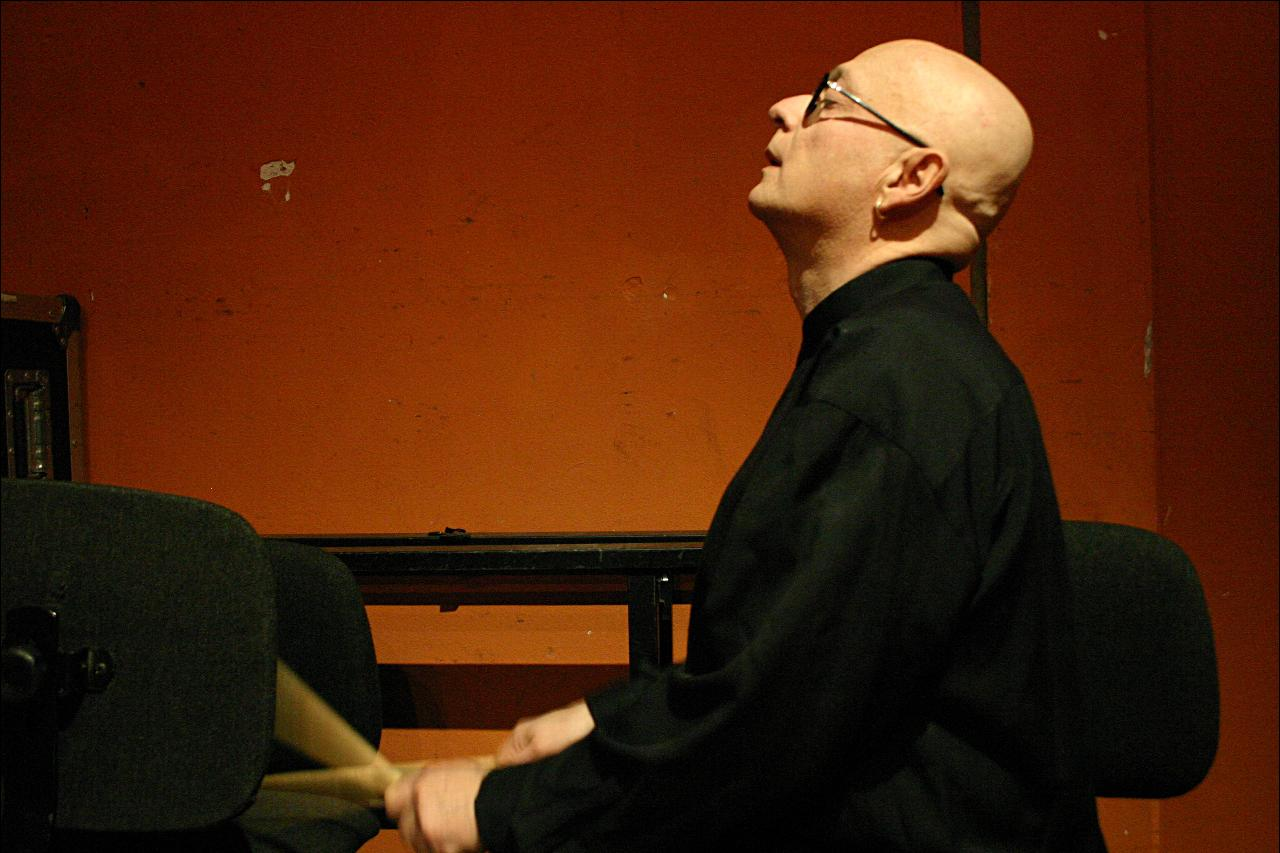
Andrea Centazzo

Andrea Centazzo (* 1948 in Udine) ist ein in Italien geborener, US-amerikanischer Schlagzeuger und Komponist der Minimal Music.

## Leben und Wirken
Centazzo studierte zunächst Rechtswissenschaften und jammte während seines Studiums in verschiedenen Bands. Ab 1970 begann er sich ernsthaft mit dem Schlagzeugspiel auseinanderzusetzen. Ab 1972 studierte er an der Universität Bologna Musikwissenschaften und vertiefte seine Praxis an der Swiss Jazz School. Zwischen 1973 und 1976 gehörte er zum Ensemble von Giorgio Gaslini, bevor er sich unter dem Einfluss von Steve Lacy dem freien Jazz zuwendete und mit Derek Bailey, Evan Parker, Pierre Favre spielte. In seinem Mitteleuropa Orchester arbeitete er mit Gianluigi Trovesi, Carlo Actis Dato, Theo Jörgensmann, Radu Malfatti, aber auch Albert Mangelsdorff zusammenarbeitete. 1978 und 1980 unterrichtete er am Creative Music Studio von Karl Berger.
Centazzo, der zunehmend sein Instrumentarium erweiterte, nahm auf dem Label Ictus ab 1976 zahlreiche Alben unter eigenem Namen auf, die zunächst dem Ideal des Creative Jazz und der Neuen Improvisationsmusik verpflichtet waren mit Lacy, Bailey, Evan Parker, Toshinori Kondō, Tom Cora, Vinny Golia, Eugene Chadbourne, John Carter, Larry Ochs, LaDonna Smith und anderen. Daneben erstellte er seine Indian Tapes und andere Klangcollagen, in denen er elektronische Musik, seine Perkussion, Aufnahmen von Stimmen und Geräuschen, aber auch Multi-Media-Stücke. Centazzo betätigte sich zunehmend als Komponist von Minimal Music und drehte Videofilme. Er komponierte 1996 seine Oper Tina über das Leben von Tina Modotti; zwei weitere Opern folgten 2000 (Memento) und 2001 (Simultas). 
Centazzo arbeitete außerdem mit Don Cherry, John Zorn, Henry Kaiser, Enrico Rava und Guido Mazzon.
Im Jahr 2000 erhielt er die US-amerikanische Staatsbürgerschaft und lebt seitdem in Los Angeles.

## Diskografische Hinweise
- Trio Live (Ictus/New Tone, 1976) mit Steve Lacy, Kent Carter
- Drops (Ictus/New Tone, 1977) mit Derek Bailey
- Environment for Sextet (Ictus/New Tone, 1978) mit John Zorn, Toshinoro Kondo, Tom Cora, Polly Bradfield, Eugene Chadbourne
- USA Concerts West (Ictus/New Tone, 1978/79) Duo-Aufnahmen mit Greg Goodman, Trio-Aufnahmen mit Vinny Golia und John Carter
- Shock! (Ictus/New Tone, 1984) mit Gianluigi Trovesi
- Moon In Winter (Ictus, 2011) mit Nobu Stowe, Dave Ballou, Achille Succi, Daniel Barbiero
- Anne LeBaron/Andrea Centazzo/Andrew Raffo Dewar: Encantamientos (2017)
- Hideki Kato, Andrea Centazzo, Marco Cappelli: Los Angeles Tapes (Ictus, 2021)
- Andrea Centazzo & Saša Nestorović: Live at the Music Biennale Zagreb (Ictus, 2023)